# Zhu Xiaodan
Zhu Xiaodan, chino: 朱小丹|, pinyin: Zhū Xiǎodān, (* Wenzhou, 1953 - ) es un político chino, ejerció como Gobernador de Cantón.

## Biografía
Nacido en enero de 1953 en Wenzhou, Zhejiang. Zhu fue nombrado vicegobernador en febrero de 2010, llegando a ejercer como Gobernador en noviembre de 2011 luego de la renuncia de Huang Huahua. Fue elegido como el actual Gobernador de la Provincia de Cantón en la República Popular China en enero del 2012.